# Dióda

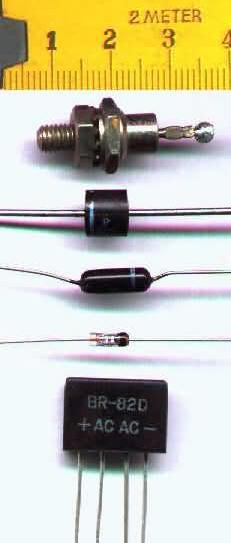
Különböző félvezető diódák

A dióda olyan – rendszerint két kivezetéses – elektronikai alkatrész, amelyet többségében egyenirányításra, híradástechnikai célra (például rádióvevő készülékekben demodulálásra), illetve egyszerűbb logikai kapuáramkörökben is alkalmaznak. Nagyáramú, nagyfeszültségű változatai is léteznek.
Kialakítását tekintve lehet elektroncső vagy félvezető eszköz. Az (ideális) dióda az egyik irányban átengedi az áramot, míg a másik irányban nem: a visszacsapószelep elektronikai megfelelője. A valóságos dióda némileg eltérően működik. Diódákat tartalmaz például a hajszárító, mobiltelefon- vagy számítógéptöltő, rádiókészülék, gépjármű-generátor. Gyakorlati okokból néha több diódát is összeépítenek. A polgári célra szánt diódák napjainkban szinte kizárólag félvezető anyagúak. Egyes speciális diódák nem a fentebb vázolt egyenirányító hatás céljából készülnek: nem egyenirányítási célú dióda például a fényérzékelő fotodióda vagy a világító dióda, a LED (Light Emitting Diode).

## Története
A vákuumcsöves és szilárdtest (félvezető) diódákat párhuzamosan fejlesztették ki. Frederick Guthrie brit professzor fedezte fel az elektroncsöves dióda működésének alapjait 1873-ban. A kristály-alapú diódát 1874-ben Karl Ferdinand Braun német kutató fedezte fel.
Thomas Edison 1880. február 13-án újra felfedezte az elektroncsöves dióda működésének elvét, és bár az ötletet szabadalmaztatta, nem foglalkozott vele tovább. Braun 1899-ben szabadalmaztatta a „kristály-egyenirányító”-t. Nem sokkal később, 1900-ban Greenleaf Whittier Pickard megépítette az első kristálydiódás rádiókészüléket. John Ambrose Fleming (korábban Edisonnak dolgozott) 1904-ben szabadalmaztatta az első elektroncsöves diódát. Ezeket a szerkezeteket „egyenirányító”-nak nevezték akkoriban. William Henry Eccles brit fizikus, 1919-ben alkotta meg a dióda szót. A szó görög eredetű: di-ode, kb. két-út.

## Típusai
Konstrukció szempontjából az alábbi két fő típust lehet megkülönböztetni:
- elektroncsöves diódák, és
- félvezető diódák.

### Elektroncsöves diódák
Az elektroncsöves (vákuumcső, rádiócső, rádiólámpa) diódák a polgári életben mindinkább visszaszorulóban vannak a magas gyártási költség és a korlátozott élettartamuk miatt. Polgári célokra napjainkban stúdiótechnikai eszközök, gitárerősítők, retro-rádiók, képcsöves televíziók és monitorok, továbbá röntgenberendezések tápegységeiben használatos. Katonai eszközökben továbbra is előszeretettel alkalmazzák, mivel az elektromágneses sugárzással szemben érzéketlenebbek, mint a félvezetők. Gyakori, hogy egy közös üvegbura több diódát (vagy a dióda mellett más célra készült eszközt, például triódát, pentódát) is tartalmaz.
Az elektroncsöves (vákuumcsöves) diódák közül a legfontosabbak: 
- híradástechnikai célra készült diódák[3][4]),
- hálózati egyenirányítók, mint pl. EZ80[5][6][7]),
- nagyfeszültségű diódák, mint pl. PY 88,[8][9] és
- egyéb speciális diódák, mint pl. a mikrohullámú diódák (kommunikáció, radartechnológia), higanygőz-egyenirányítók.

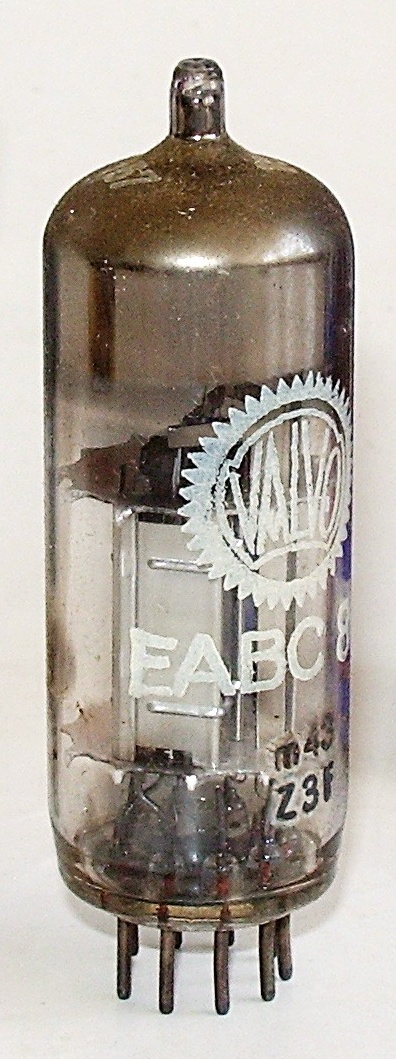
Híradástechnikai célú, kombinált rádiócső (EABC 80)
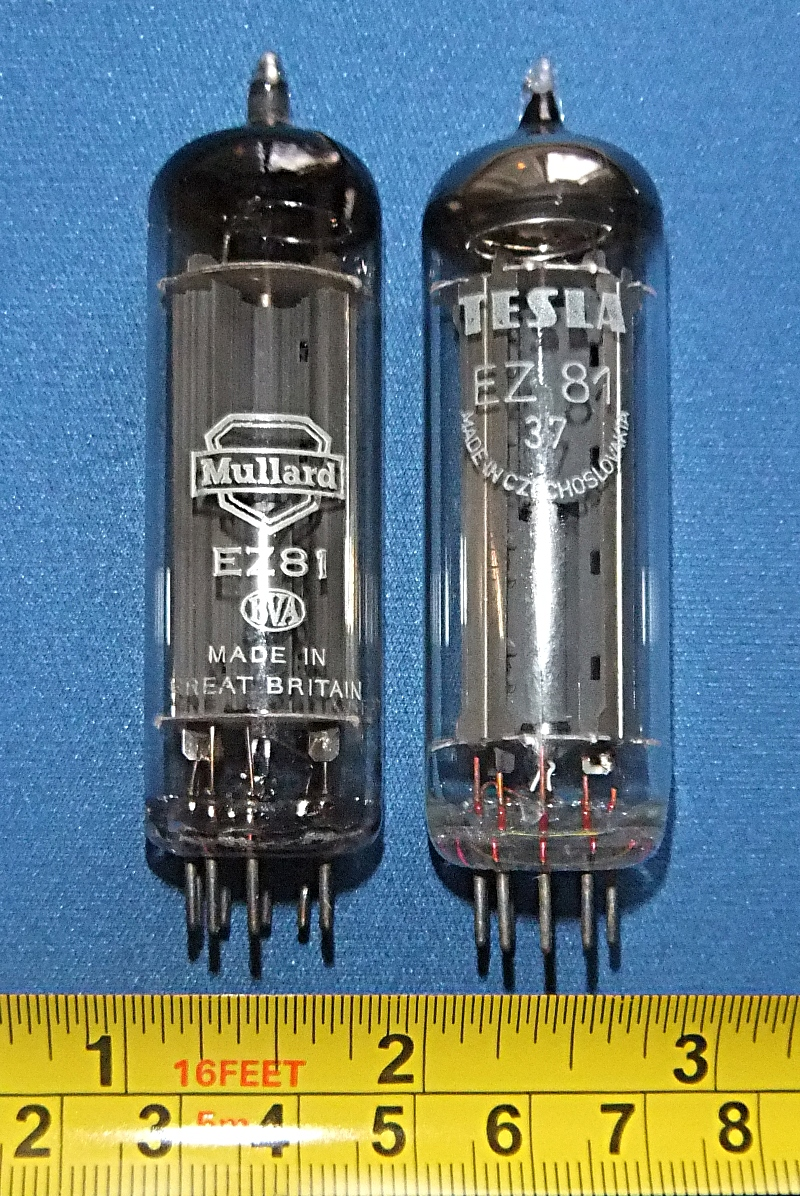
Hálózati egyenirányító kettősdiódák (EZ 81)
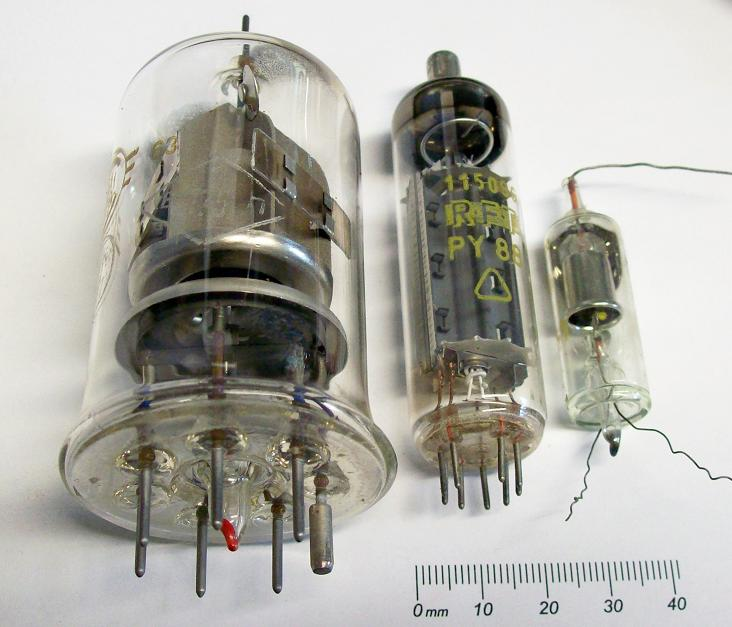
Különböző nagyfeszültségű diódák. Közös jellemzőjük a felső részen található anódsapka
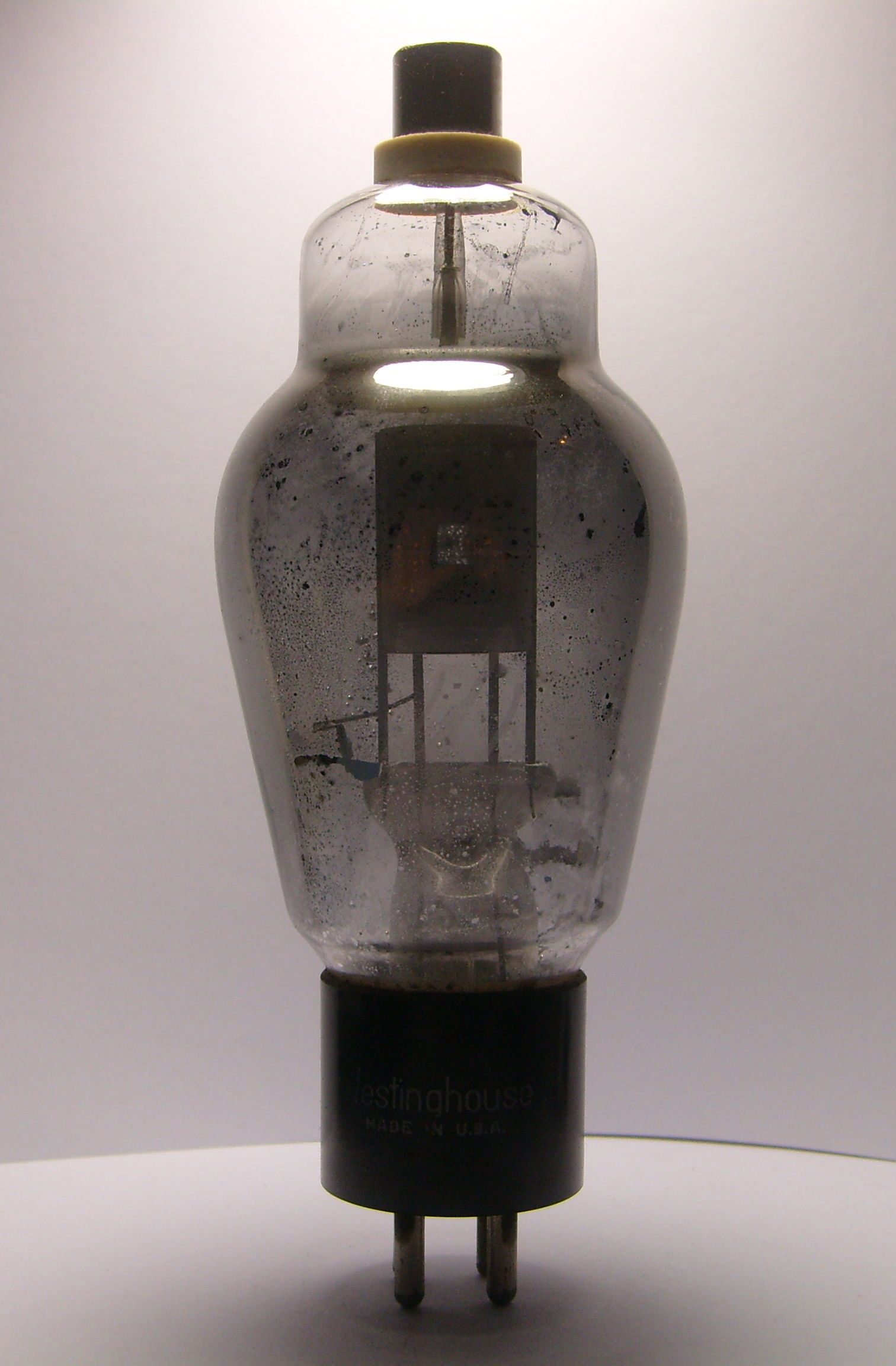
866 jelű higanygőz-egyenirányító

### Félvezető diódák

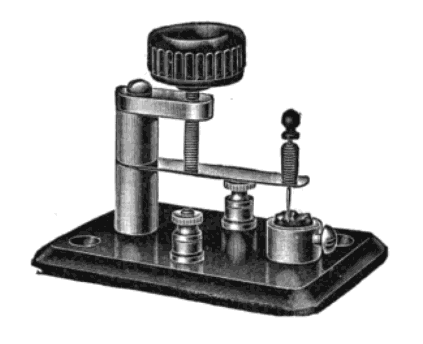
Kristálydetektor (1919-es illusztráció)

Számos anyag és kristály mutat félvezető tulajdonságokat, így például a galenit, kalkopirit, rézoxidul (kuprox), karborundum (szilícium-karbid), szelén, germánium, szilícium, gallium-arzenid stb. A germánium és a szilícium önmagában nem alkalmas diódának, a megfelelő átmenet létrejöttéhez szabályozott mértékben ötvözni (szennyezni) kell az alapfémet.

## A félvezető diódák kialakítása
A félvezető diódák különböző céllal és eltérő teljesítménnyel készülnek.

### Tűs diódák

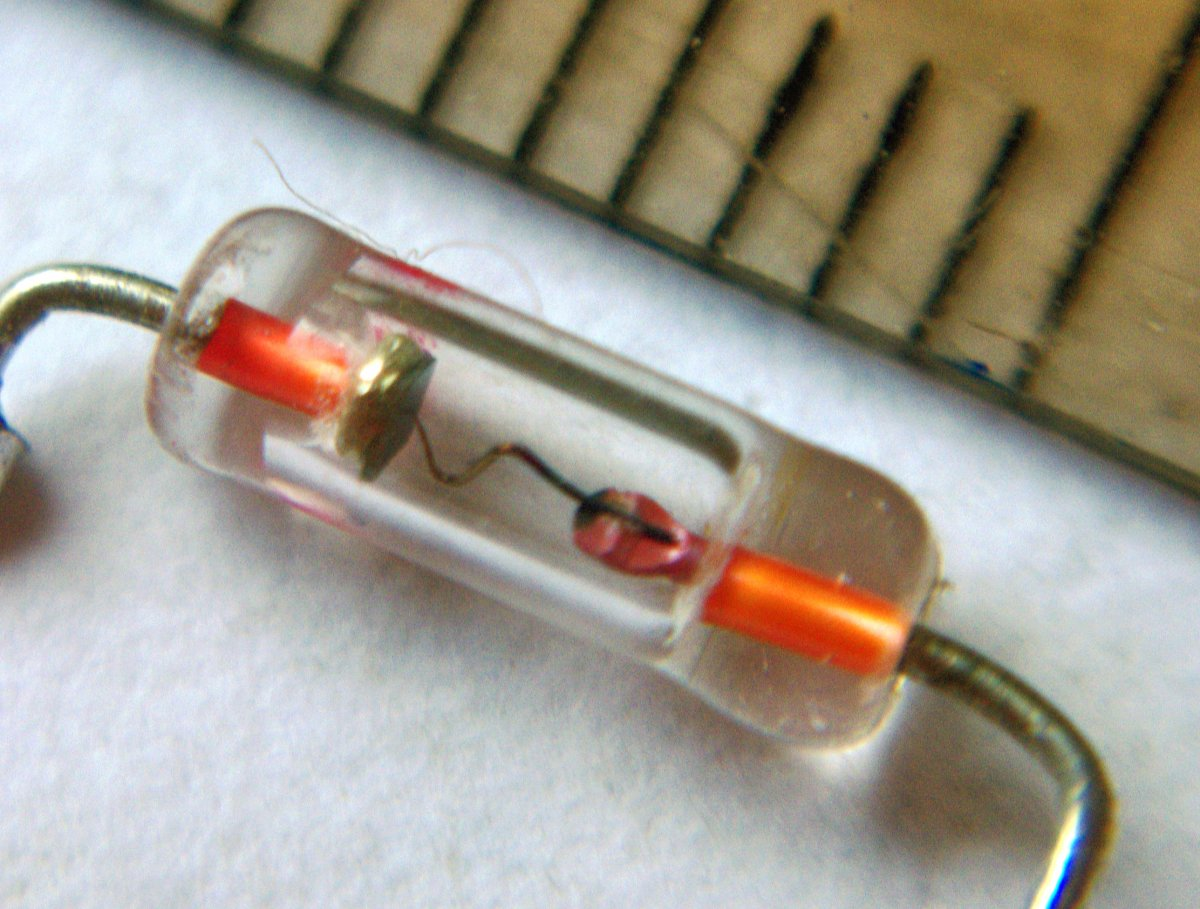
Tűs dióda (az eszköz felső részén látható a germánium alapú tárcsa, amelyhez aranyozott tű csatlakozik)

A félvezető diódák sok változáson mentek keresztül. Előfutáruknak tekinthetők a különböző ásványokból készített tűs detektorok, amelyeket rádióvétel-technikai célra házilag is el lehetett készíteni. Nagy hátrányuk volt a szálló porra való érzékenység és az, hogy a kristály egy idő után elvesztette érzékenységét, ami miatt időről időre új helyet kellett a tűnek keresni. Az érzékenység elvesztésének fő okai a légköri kisülések (villámlások) és a nagy teljesítményű szikratávírók által a vevőkészülékben keltett túlfeszültség volt. Érzékeny volt továbbá a rugóerő beállítására is. A germániumot felfedezése után félvezető diódákban kezdték el alkalmazni, kiváló elektromos tulajdonságai miatt. A germániumdióda kis nyitóirányú feszültségű (harmada a szilíciumnak), így rendkívül gyenge jelek demodulálására is képes, továbbá akár mikrohullámú frekvenciákon is működik. Hátrányaként kell megemlíteni a germánium alapfém viszonylagos ritkaságát, továbbá a hőre való érzékenységét. Ez utóbbi tulajdonsága lehetetlenné teszi az automatizált, főként felületszerelt technológiákban való alkalmazását, mert az eszköz már beépítéskor tönkremenne a beforrasztásakor kapott hősokktól. A nem megfelelő körülmények között beépített germánium félvezetők között gyakori volt a véletlenszerű meghibásodás. A germánium félvezetők a pillanatnyi elektromos túlterhelésekre is érzékenyek, továbbá az alapanyag is drága. A szilícium nagy tömegben áll rendelkezésre, emellett a hőmérsékleti vagy elektromos túlterhelésre kevésbé érzékeny. A tűs diódák konstrukciójukból adódóan mindössze néhány milliamper áram átvezetésére alkalmasak, záróirányú feszültségük 100-600 V között van.

### Rétegdiódák és teljesítménydiódák
A tűs diódák átmeneti felülete a konstrukcióból adódóan kicsi, így korlátozott az adott keresztmetszeten átvezetett teljesítmény nagysága is. A rétegdiódákat a nagyobb teljesítményigény hozta életre.  A rétegdióda felülete 1-50 mm² között van az alkalmazás céljától függően. A megengedhető áramsűrűség megközelíti a fémekét: 1-2 A/mm². A keletkezett hőt a dióda fémháza adja át a környezetnek. Nagyobb teljesítmények esetén a dióda csavarral rögzíthető a hűtőbordára. A másik elektróda beforrasztott üveg szigetelőn át van kivezetve. A rétegdiódákat számos célra gyártják, mint például hálózati egyenirányítók, kapcsoló- és védő (szabadonfutó) diódák.

### Egyenirányító diódák
Egyenirányító diódákról akkor beszélnek, ha a teljesítménydióda egyenirányító szerepét külön ki szeretnék hangsúlyozni. Egyenirányítás céljára általában nagyobb teljesítményű rétegdiódát alkalmaznak. Gyakori, hogy a közös hűtőfelület miatt egyes diódákat fordított polaritással tokoznak. A fordított polaritásra a típusjel utolsó tagja után álló R betű (reverse) utal.

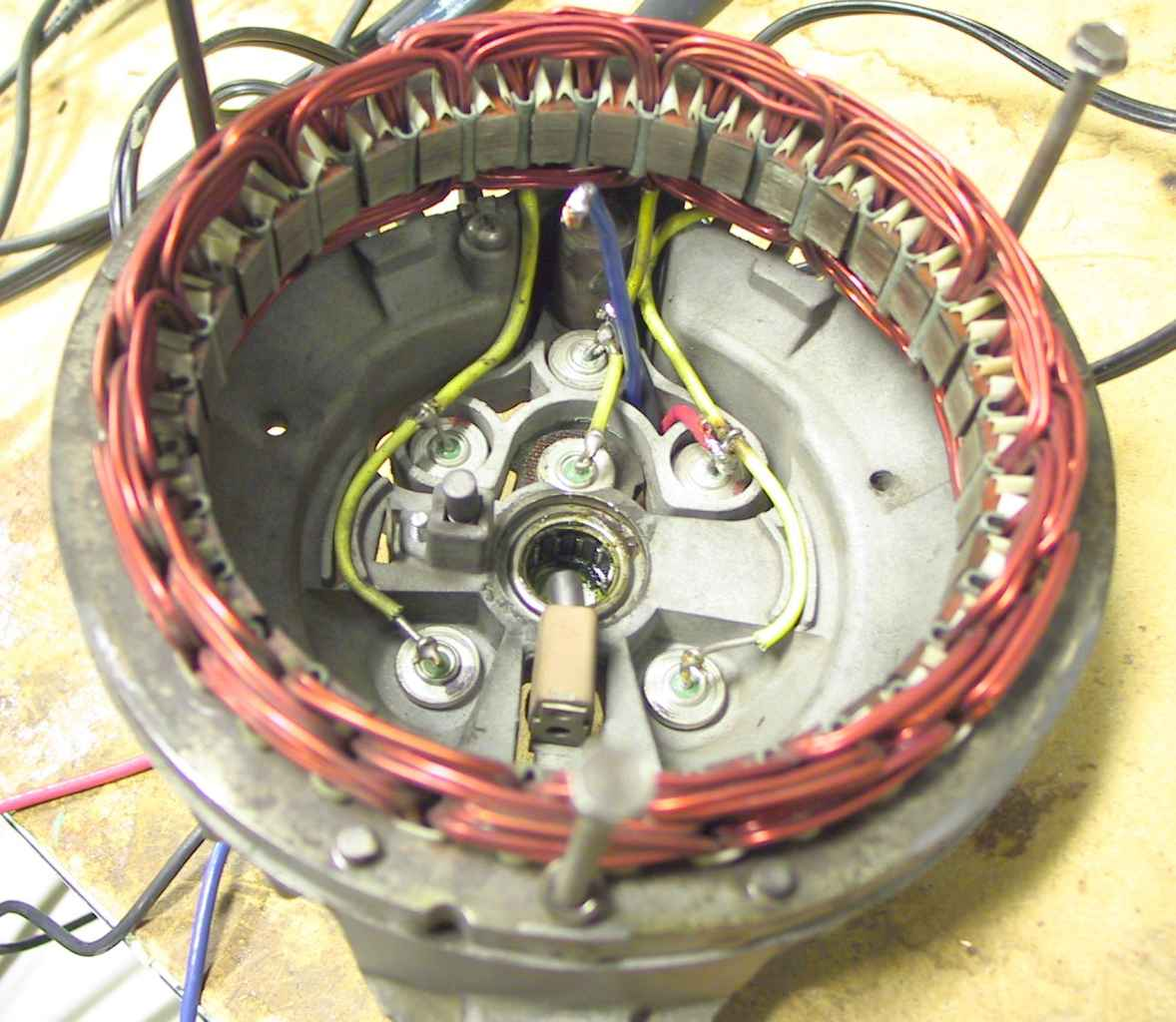
Félvezető egyenirányító diódák egy gépjármű generátorában
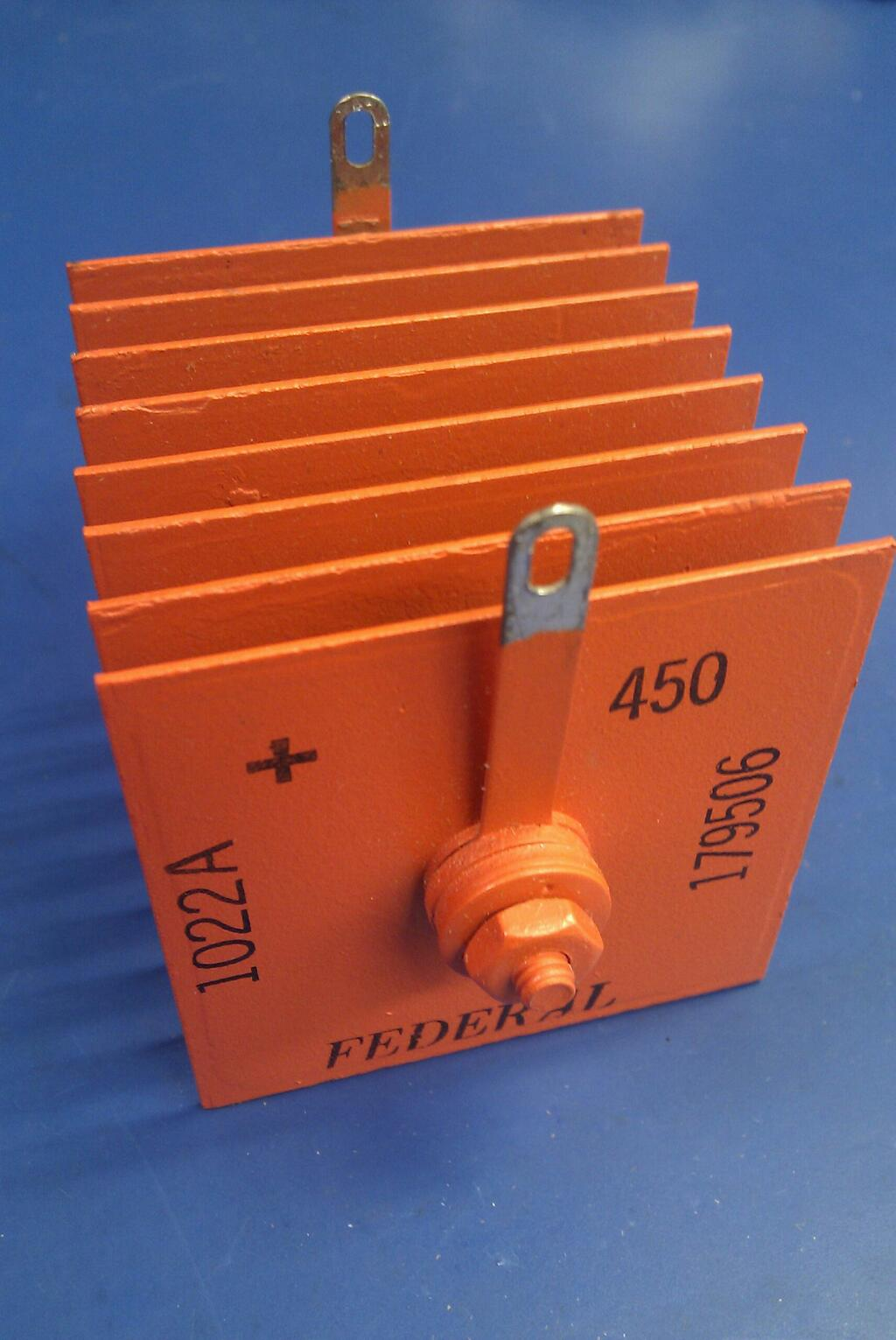
Szelén egyenirányító
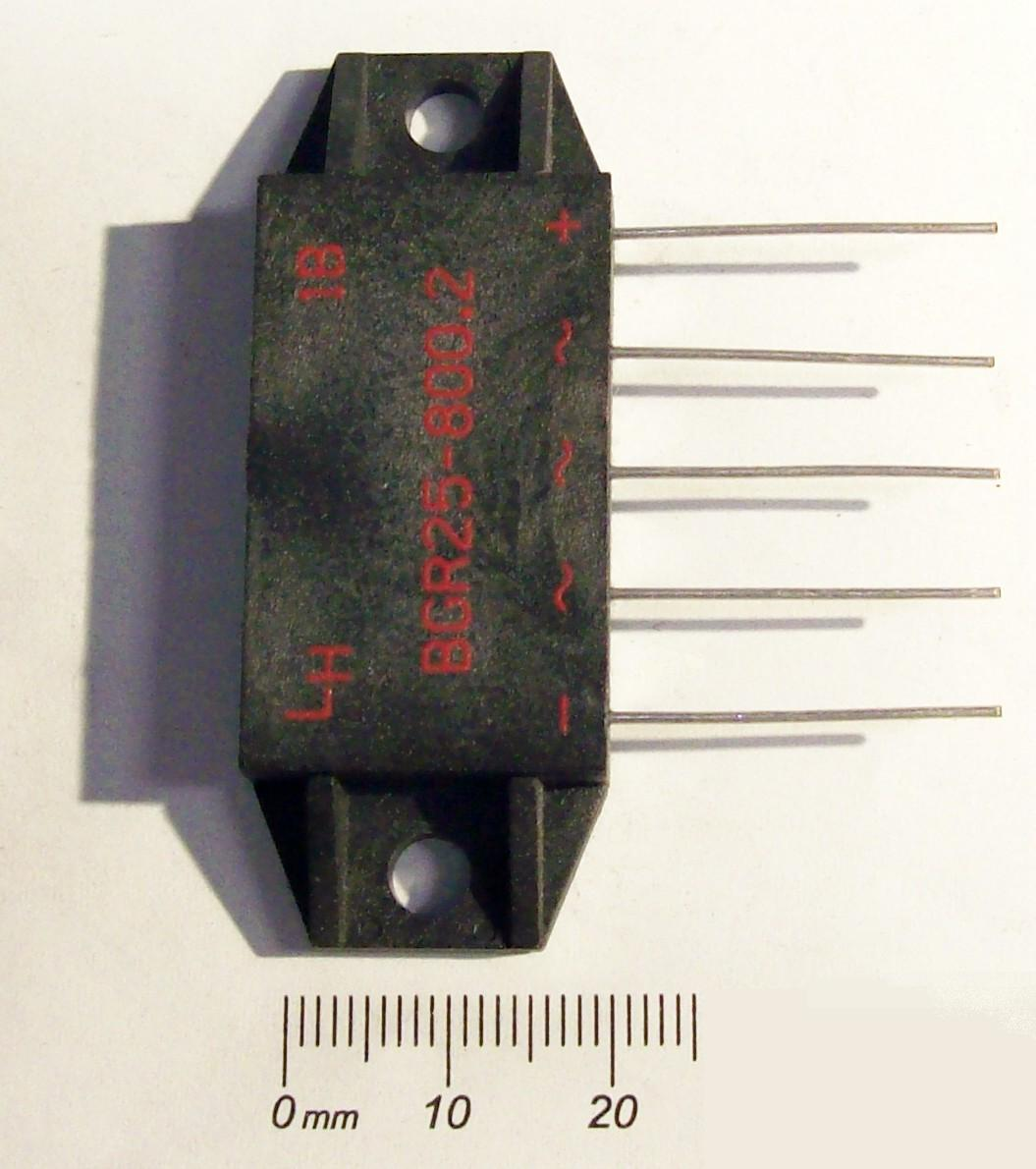
Háromfázisú egyenirányító, 6 félvezető dióda közös tokban 25 A/800 V.

- Szelén egyenirányítók: a szelén egyenirányítók gyártása során a szelén réteget elgőzölögtetéssel viszik fel a kívánt méretű alumínium lemezre. A szelénrétegre alacsony olvadáspontú ón-kadmium ötvözetű ellenelektróda réteget visznek fel. A záróréteg a szelénréteg és az ellenelektróda határán alakul ki megfelelő villamos formálás után. Végül a cellát megfelelő fedőfestéssel védik a környezeti hatásoktól. A szükséges teljesítményt több cella soros és párhuzamos csatlakoztatásával érik el. A félvezetők szinte teljesen kiszorították.
- Diódahidak: olyan egyenirányító dióda-kombinációk, amelyeket gyárilag (megbonthatatlanul) közös tokba szereltek a szerelés és huzalozás egyszerűsítése céljából.

### Tárcsás diódák
A teljesítményelektronikai áramkörökben alkalmazott diódákkal szemben támasztott 
főbb követelmények:
- nagy zárófeszültség: 200-6000 V,
- nagy nyitóirányú áram: 100-1000A,
- vezető állapotban minél kisebb legyen az ellenállásuk,
- rövid (át)kapcsolási időkkel rendelkezzenek,
- a veszteségi hőteljesítmény leadó képességük minél nagyobb legyen.

Fenti követelmények egymásnak ellentmondó módszerekkel valósíthatók meg, 
ezért a teljesítménydiódák szerkezeti felépítése és beépítése is eltér a kis 
teljesítményű diódák felépítésétől. A p-réteg és az n-réteg közé egy vékony, 
szennyezetlen (intrinsic) réteget is beépítenek a tértöltési zóna kitágításához. 
Jellemzően tárcsa tokozásúak, a jobb elektromos és termikus érintkezés miatt 
mindkét kivezetés ezüstözött. A tárcsa átmérője teljesítményfüggő: 40-120 mm 
közötti méretek a leggyakoribbak.
A nagy zárófeszültség eléréséhez gyengén szennyezett, széles réteg kialakítása 
szükséges. Ennek az a következménye, hogy nyitóirányú igénybevételkor nagy 
az ohmos ellenállása, ezért nagy a nyitóirányú feszültségesése (jellemzően 1,5 V 
körüli), amely megnöveli a veszteségi teljesítményt. A jelentős veszteségi 
teljesítmény hővé alakul a dióda ohmos ellenállásán, ezért fontos a megfelelő 
hűtőfelület. Tárcsás kialakítású diódák esetén mind az anód- mind pedig a 
katódkivezetés hűthető: a tárcsa alakú diódákat kötőcsavarokkal és szigetelőanyagból 
készült anyákkal a hűtőbordák közé szorítják.
Főbb alkalmazási terület: villamos- és troli felsővezeték energiaellátása, metróvonalak
energiaellátása, hegesztőgépek inverterei, szabadonfutó diódák.

### Speciális diódák
- Kuprox dióda

A kuprox diódákat a Siemens cég is gyártotta az 1930-as években Sirutor néven. Az átmenet a réz és a rézoxidul között jön létre A kuprox diódát detektoros vevőkben és méréstechnika területén alkalmazzák, mert nagyon kicsi a küszöbfeszültsége, mindössze 0,1-0,15 V. Nyitóirányú árama függ a geometriai méreteitől. Áramterhelhetősége kicsi, max. 50 mA/cm², záróirányú árama függ a rákapcsolt feszültségtől. A maximális záróirányú feszültség 5-10 V.

## Félvezető diódák gyártása
Az ötvözött rétegdiódákat szilíciumból (ritkábban germániumból) állítják elő, úgy, hogy a megolvasztott - és n-típusúra szennyezett - alapanyagot folyamatos, lassú és egyenletes húzásnak vetik alá. A lassú húzás következtében homogén rácsszerkezetű, úgynevezett egykristály jön létre. Az egykristályt vékony tárcsákra szeletelik, s a tárcsákból a dióda teljesítményének megfelelő méretű (rendszerint néhány négyzetmilliméter felületű) lapkákat állítanak elő. Ezután a p-típusú szennyezőanyagot a lapka felszínére helyezik és a lapkát a reá helyezett adalékanyag olvadáspontja felé hevítik és pontosan kikísérletezett ideig adott hőmérsékleten tartják.
A megolvadt szennyezőanyag belediffundál a lapkába, semlegesítve az n-típusú szennyezést: így létrejön a p-n átmenet. Az n típusú réteg kivezetését fémgőzöléssel és forrasztással, míg a p-réteg (anód) kivezetését pedig az anyag olvadt állapotában rögzítik.
Tűs diódák esetén az átmenet a n-réteg és a felületére támasztott tű között jön létre. Egyes tűs diódák tűit a gyártás során a dióda kivezetéseire adott impulzusokkal a kristály felületére hegesztik, míg más típusoknál a tű rugószerű kiképzése biztosítja a megfelelő kontaktust. Amennyiben a tű nincs hegesztve a kristály felületére, az érintkező felület is lényegesen kisebb. A kisebb érintkező felület hátránya a kisebb terhelhetőség; előnye a kisebb kapacitás, amely lehetővé teszi nagyfrekvenciás alkalmazásukat is.

## Kapcsolási idő
Egy dióda kapcsolási ideje alatt azt az időt értik, amíg a teljesen lezárt dióda a rákapcsolt feszültség hatására kinyit. Más szavakkal: milyen gyorsan képes követni a feszültség polaritásának megváltozását.
A kapcsolási idő két részből tevődik össze:
- a tértöltési területen a töltéshordozók kiürülésétől és
- a p-n átmenet, mint kondenzátor feltöltési/kisütési idejétől.

Bár a p-n átmenet kapacitása még rétegdiódák esetén is ritkán éri el az 50 pF értéket, a p-n átmenet közötti kapacitások kiürítése/feltöltése valamekkora rövid időt mindenképpen igénybe vesz. Emellett a töltések kiürítése is bizonyos idővel jár, amely rétegdiódák esetén jellemzően 10 mikroszekundum körüli idő. 
Fentiek miatt a rétegdiódák általában nem használhatók 10-100 kHz frekvencia feletti tartományban, mert ezek a frekvenciák már összemérhetőek a dióda kapcsolási idejével. Kisfrekvenciák (például 50 Hz-es hálózati áram) egyenirányítására viszont kiválóak.
Tűs diódák esetén a p-n átmenet 1 pF körüli kapacitása és a kisebb geometriai méretek jóval gyorsabb kapcsolási időket tesznek lehetővé. Konstrukciótól függően ezért a tűs diódák lényegesen gyorsabb működésűek: 10-100 MHz frekvencián is működőképesek. Ha a tű hegesztése elmarad, a tűs diódák akár mikrohullámú tartományban is működhetnek.
Az alkalmazható frekvenciák felső határát egy adott diódatípusra a dióda katalóguslapjából lehet megállapítani.

## A diódák működési elve
A diódák működése a visszacsapó szelepekéhez hasonlatos, így a visszacsapó szelepek szemléletesen mutatják a velük analóg módon működő diódák áramirányait is. A visszacsapószelepek ábráin az áramlás a sötétkék részek irányából történik. A visszacsapószelep nyitásához az áramlás irányából minimális nyomásnak lennie kell, ami leküzdi az áramlás útjában lévő golyó súlyát és az esetleg lezárórugó ellenállását is. Ez megfelel a diódák nyitóirányú előfeszítésének. Ha az áramlás iránya megfordul, a visszacsapószelep minden külső beavatkozás nélkül elzárja az áramlás útját. Az ideális dióda is pontosan így működik - természetesen a megfelelő elektromos analógiával. A valóságos diódák működése ettől némileg eltér. 

Szelep nyitva - dióda nyitóirány
Szelep zárva - dióda záróirány

### Nyitóirányú karakterisztika
A dióda p-n átmenete kis feszültségen a diffúziós hatás miatt az áram útjában gátat képez. Nyitóirányú feszültség növekedése esetén, ha a külső feszültség eléri a küszöbfeszültséget, a zárórétegben megindul az elektronok áramlása. A küszöbfeszültség szilícium félvezető esetén 0,7 V, germánium félvezető esetén 0,2 V. A feszültségnövekedés hatására az áram növekedése kezdetben exponenciális jellegű, később lineárissá válik. A görbült karakterisztika miatt meg kell különböztetni az egyenáramú és a differenciális ellenállást. Az egyenáramú ellenállás értéke a diódán eső pillanatnyi feszültség és a hatására átfolyó áram hányadosa:
{\displaystyle R_{e}={\frac {U_{m}}{I_{m}}}}
Ahol:
{\displaystyle U_{m}=} munkaponti feszültség

{\displaystyle I_{m}=} munkaponti áram

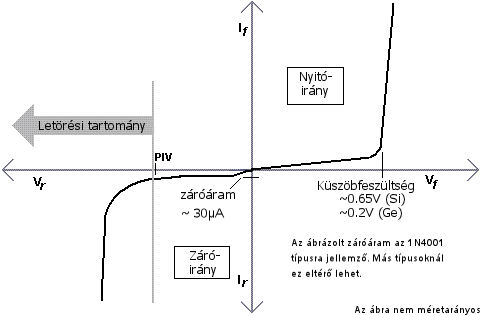
A dióda feszültség-áram karakterisztikája

A differenciális ellenállás a karakterisztika adott m munkapontjához húzható érintő iránytangense. Ezt közelítőleg a feszültség kis megváltozásának és a hozzátartozó áramváltozásnak a hányadosa adja:
{\displaystyle R_{d}={\frac {dU}{dI}}}
Ahol:
{\displaystyle dU=} Feszültségváltozás a munkapont körül

{\displaystyle dI=} Áramváltozás a munkapont körül.
Elektroncső diódák esetén nincs nyitóirányú küszöbfeszültség, ugyanis az izzó katódból kirepülő elektronok elegendő energiával rendelkeznek a néhány mm-re lévő anódlemez eléréséhez. Így az elektroncső diódán anódfeszültség nélkül is folyik áram. A jelenség azonban legfeljebb demodulációra, detektálásra használható. A konkrét értékek az adott elektroncső katalóguslapjából olvashatók le.

### Záróirányú karakterisztika
A dióda p-n átmenetére záró feszültséget kapcsolva, a p-n átmenetben a kiürített réteg szélessége nagyobb lesz. A kristály hőmérsékletének hatására kisebbségi töltéshordozók keletkeznek, amelyeket a kialakult térerősség a határréteg irányába sodor, ami az átmeneten keresztül záróáramot hoz létre. Az előfeszített p-n átmenet értéke egy erősen hőmérsékletfüggő áramgenerátort alkot. Szilícium félvezetőn keresztül csak néhány nanoamper, germánium esetén mikroamper nagyságrendű áram áthaladása lehetséges.
Elektroncső-diódák esetén a katódból kirepülő elektronok egy része annak ellenére eléri az anódot, hogy arra kis negatív feszültséget kapcsoltak. Növelve az anód negatív feszültségét, lesz egy olyan küszöb, amelynél az anód negatív potenciálja már minden elektront eltaszít, vagyis a cső lezár; áram tehát nem folyik. A cső lezárásához szükséges minimális negatív feszültség típusfüggő és katalóguslapból olvasható ki. 

A záróirányban előfeszített félvezető dióda egy kondenzátort alkot. Fegyverzetekként a p és az n-réteg viselkedik, a köztük lévő kiürített záróréteg a dielektrikum. Mivel a kiürített réteg szélessége a rákapcsolt záróirányú feszültséggel nő, a dióda-kondenzátor kapacitása ezzel csökken, így olyan kondenzátor jön létre, amelynek a kapacitása a rákapcsolt feszültséggel fordítottan arányos. Azt a diódatípust, amely ezt a hatást felhasználja, változó kapacitású diódának, vagy varicap-diódának nevezzük.
Növelve a zárófeszültséget, a kiürített rétegben az elektromos térerősség akkora értéket érhet el, amely kiszakítja a kristálykötésből az elektronokat. A töltéshordozók megnövekedett száma miatt a záróirányú áram növekedni kezd. A szabad elektronok a nagy térerősség hatására gyorsulnak, mozgási energiájuk nő. A kristály atomjaiba ütközve a leadott energia újabb elektronokat szakít ki a kötésből, ami lavina-effektust eredményez, és a záróréteget hirtelen elárasztják az elektronok és a lyukak, az áram ugrásszerűen megnő. Az áram korlátozása nélkül a kristály túlmelegszik és tönkremegy. Ezt a jelenséget helytelenül (Clearence Melvin Zener) Zener-effektusnak nevezik. Ezt a jelenséget feszültségstabilizációra lehet felhasználni. A Zener-effektust alkalmazó diódát Z-diódának vagy stabilizátor-diódának nevezik.
A növelt méretű p-n átmenettel gyártott Z-diódákat szupresszor diódáknak nevezik, amelyeket a túlfeszültség-védelemben alkalmaznak.
Ha a határréteget fém és félvezető között alakítják ki, úgy, hogy az Si-lapkára aranyat gőzöltetnek. Előnye, hogy nagyon kicsi záró irányú árama: nyitó irányú telítődés nem következik be, és kisebb a nyitóirányú feszültsége (0,4 V), mint a Si (0,6 V) diódának. Elsősorban tranzisztorok telítődésének megakadályozására alkalmazzák.
Ha szilícium helyett n típusúra szennyezett gallium-arzenid félvezetőt alkalmaznak, akkor megfelelő körülmények esetén mikrohullámú rezgések keltésére alkalmas eszköz (gunn-dióda) készíthető.
A PN-átmenetre beeső fotonok a félvezetőbe ütközve elektron-lyuk párt keltenek.
Záróirányban a PN-átmeneten elektromos térerősség alakul ki.  
A fotonok által keltett elektron-lyuk párokat ez a belső villamos tér 
ellenkező irányba gyorsítja. Egy záróirányban előfeszített diódán a bejövő fényteljesítménnyel egyenesen arányos áram folyik át. 
A környezeti hőmérséklet miatt keletkező elektron-lyuk párok is hasonlóan gyorsulnak: 
utóbbiak alkotják a dióda záróirányú áramát, amit a fotodiódák esetében sötétáramnak  
neveznek (mivel ez mérhető sötétben).

## Félvezető diódák jelölése
Európában a következő dióda jelölést használják:
Első betű - a félvezető anyaga:
- A  Germánium
- B  Szilícium
- C  Gallium-arzenid
- D  Fotodióda

Második betű - alkalmazási terület:
- A  Általános (polgári) célú
- B  Varikap
- E  Esaki
- P  Fotodióda
- Q  LED
- T  Egyenirányító
- X  Varaktor
- Y  Teljesítmény egyenirányító
- Z  Zéner

A betűket számok követik, melyek egyszerű termékszámok. A számok nem utalnak a termék minőségére, csupán azonosítók. Például az AA 116 típusjelű dióda Ge-alapanyagú, általános célú dióda.

## A félvezető diódák rajzjelei
A félvezető diódák áramköri rajzjele a jobb oldali ábrán látható: alapjel, amelyhez az egyes típusoknak megfelelően további kiegészítő jelek csatlakoznak. 
A dióda rajzjele egy egyenlő oldalú háromszögből áll, amely csúcsával egy (a háromszög oldalhosszával megegyező hosszúságú) vonal közepéhez csatlakozik.
Minden nagyobb méretű diódán megtalálható az elektromos bekötést segítő rajzjel a szerinti értelemben. Ha a dióda kis méretű, akkor megállapodás szerint a vonal a katódot jelöli.

Dióda rajzjel értelmezései
GOSZT szabvány szerinti dióda rajzjel

### Változatok
Az 1960-as években a félvezető diódák jelképeit vastagabb vonallal rajzolták és a tranzisztorokhoz hasonlóan még egy körrel is körbevették. A félvezetők elterjedésével a jelkép egyszerűsödött: először a kör maradt el, majd a kontúrvonalak kihangsúlyozása szűnt meg.